# حسين بن إبراهيم النطنزي
حسين بن إبراهيم النطنزي المعروف والملقب بـ الأديب النطنزي و ذو البيانين (؟ - أكتوبر 1103) أديب ولغوي ومحدث إيراني في القرن الحادي عشر الميلادي / القرن الخامس الهجري الذي كتب باللغتين الفارسية والعربية واشتهر بفنونه في الشعر.

## سيرته
هو بديع الزّمان أبو عبد الله الحسين بن إبراهيم بن أحمد النطنزي، مولده نطنز ولا يعرف كثير من حياته وسنة ميلاده. سمع الحديث بمرو. اشتهر بـذو اللسانين و ذو البيانين لبراعته وفصاحته في الفارسية والعربية. قضى معظم حياتها في أصفهان للتعليم ثم تدرَّس. وذكر ياقوت الحموي في إرشاد الأريب إلى معرفة الأديب عنه أنه "قرأ عليه أبو سعد السمعاني وأنشد من شعره...وله:
توفي في محرم سنة 497/ أكتوبر 1103.

## مؤلفاته
- المرقاة في اللغة الفارسية
- دستور اللغة
- ديوان